# Gabinete paralelo
O gabinete paralelo (também chamado de gabinete sombra, governo paralelo, ou, em inglês, shadow cabinet) é um grupo de representantes veteranos da oposição no sistema Westminster de governo, os quais, sob a liderança do líder da oposição (ou o líder de outros partidos de oposição menores) formam um gabinete alternativo ao governo, cujos membros são a "sombra" ou o equivalente de cada integrante do governo. Membros de um gabinete paralelo são frequentemente (mas não obrigatoriamente) indicados para um cargo no gabinete se e quando seu partido chegar ao poder. É responsabilidade do gabinete paralelo criticar (construtivamente, espera-se) o governo atual e sua respectiva legislação, bem como propor políticas alternativas.
No Reino Unido e Canadá, o maior partido de oposição é frequentemente chamado de Her Majesty's Loyal Opposition ("A Mais Leal Oposição Oficial de Sua Majestade"). O adjetivo "leal" é usado porque, embora o papel da oposição seja se opor ao governo de Sua Majestade, não disputa o direito de Sua Majestade ao trono e, portanto, a legitimidade do governo. Contudo, em outros países que usam o sistema Westminster (por exemplo, a Austrália e Nova Zelândia), a oposição é conhecida simplesmente como The Parliamentary Opposition ("A Oposição Parlamentar").
Alguns bancadas parlamentares, particularmente o Partido Trabalhista do Reino Unido e o Partido Trabalhista Australiano, elegem todos os membros de seus gabinetes paralelos, com o Líder da Oposição alocando pastas para os Ministros Paralelos. Em outros sistemas parlamentares, os membros e a composição do gabinete paralelo é geralmente determinada unicamente pelo Líder da Oposição.
Na maioria dos países anglófonos, um membro do gabinete paralelo é citado como Shadow Minister ou Shadow Secretary. No Canadá, todavia, a expressão (Official Opposition) Critic é mais comum.

## Origem do termo
Essa tradição surgiu no Reino Unido durante o século XVIII, mas foi somente num debate de 1826 no Parlamento britânico que John Hobhouse cunhou o termo Oposição Leal de Sua Majestade. O termo é considerado favorável ao posição do soberano, uma vez que a oposição está então empenhada em escrutinar as políticas e legislação do governo, e não apoiar disputas entre pretendentes ao trono (torna-se a oposição de Sua Majestade, não dela).
O termo tem raízes em vários outros países da Commonwealth devido ao seu status como ex-colónias britânicas, para as quais as instituições parlamentares britânicas foram transferidas.
O termo também tem enriquecido, em sentido amplo, na ciência política, ao referir-se a uma oposição como "uma força política, de um contexto pluralista, que participa da ação do poder, verificando sua regularidade, discutindo suas orientações e influenciando sua decisões através do exercício de diferentes formas de controle, "ao invés de uma relação polémica entre grupos que tendem a se excluir ou anular".

## Descrição e funções
Os ministros das sombras' As funções podem dar-lhes uma proeminência considerável na hierarquia da bancada partidária, especialmente se se tratar de uma pasta de alto perfil. Embora o salário e os benefícios pagos pelo tesouro público aos ministros paralelos permaneçam os mesmos que para um backbencher—eles não têm responsabilidades executivas, ao contrário dos ministros de gabinete—alguns os partidos da oposição fornecem uma remuneração adicional além do salário que recebem como legisladores, enquanto muitos pelo menos reembolsam os ministros paralelos por quaisquer despesas adicionais incorridas que de outra forma não sejam elegíveis para reembolso a partir de fundos públicos. Além disso, na maioria dos órgãos legislativos do tipo Westminster, todos os partidos parlamentares reconhecidos recebem um bloco de financiamento público para ajudar os seus membros eleitos a cumprir as suas funções, muitas vezes para além dos orçamentos que os legisladores individuais recebem para pagar os cargos eleitorais e outras despesas semelhantes. Normalmente existe uma estipulação de que tais fundos devem ser utilizados para assuntos parlamentares oficiais; no entanto, dentro dessa restrição, os partidos geralmente podem distribuir os fundos entre seus legisladores eleitos conforme acharem adequado e, assim, fornecer o dinheiro necessário para equipar e apoiar os ministérios paralelos. Os membros de um gabinete paralelo podem não ser necessariamente nomeados para o cargo correspondente no Gabinete se e quando o seu partido formar um governo, assumindo que mantêm os seus assentos, o que por convenção é geralmente considerado um pré-requisito para servir no gabinete. No entanto, a consistência com que os partidos que assumem o poder nomeiam ministros paralelos para as funções reais no governo varia muito, dependendo de aspectos como a jurisdição, as tradições e práticas do partido que assume o governo, as circunstâncias exactas que rodeiam a sua assunção do poder e até mesmo a importância da o cargo de gabinete em questão. Além de serem potenciais futuros ministros, alguns ministros paralelos ocuparam cargos ministeriais no passado. Como sinal de disciplina, espera-se que os ministros paralelos falem dentro e não fora das áreas de seu portfólio.  

## Aplicações culturais
No Reino Unido, Canadá, oposição parlamentar ao trono e, portanto, a legitimidade do governo. No entanto, em outros países que utilizam o sistema Westminster, a oposição é conhecida simplesmente como soberano, ele não contesta o direito Sua Majestade' Governo é usado porque, embora o papel da oposição seja opor-se a leal O adjetivo. Oposição Leal de Sua (ou Ela) Majestade, o principal partido da oposição e, especificamente, seu gabinete paralelo é chamada Austrália e Nova Zelândia Alguns partidos parlamentares, notadamente o Partido Trabalhista Australiano, elegem todos os membros de seus gabinetes paralelos em uma votação no salão do partido, com o Líder da Oposição, alocando então pastas aos ministros paralelos. Em outros partidos parlamentares, a composição e a composição do Gabinete Sombrio são geralmente determinadas exclusivamente por o líder da oposição.  
Um termo relacionado é o orçamento paralelo, que geralmente é preparado por gabinetes paralelos (e, quando divulgado, geralmente apresentado pelo departamento financeiro paralelo). ministro ou equivalente) como alternativa ao orçamento real apresentado pelo governo. Quando preparado e divulgado em um ano eleitoral, o orçamento paralelo de um partido da oposição normalmente constituirá uma parte fundamental do manifesto , e será em grande parte, se não totalmente, implementado se o partido da oposição formar posteriormente um governo (especialmente se obtiver uma maioria absoluta). 

### Terceiros
Em muitas jurisdições, terceiros (que não participam no governo nem na oposição oficial) também podem formar as suas próprias bancadas parlamentares de porta-vozes; no entanto, as ordens parlamentares permanentes sobre o direito dos partidos de falar muitas vezes determinam que este só pode ser concedido a um partido ou grupo se um número mínimo de membros puder ser registado pelo partido. Na Irlanda, por exemplo, os grupos técnicos são frequentemente formados por terceiros e Teachta Dála independentes no Dáil Éireann, a fim de aumentar o direito dos membros de falar contra partidos maiores que podem ter o direito de falar como bancadas de frente no governo ou na oposição. Os partidos parlamentares da oposição que são suficientemente pequenos para terem aproximadamente a mesma dimensão que o gabinete do governo nomearão frequentemente todos os seus membros eleitos para o seu gabinete paralelo ou equivalente, sendo mais provável que terceiros, em comparação com os partidos oficiais da oposição, utilizem este tipo de acordo. Se o partido parlamentar for apenas ligeiramente maior do que o gabinete do governo, a sua liderança enfrenta potencialmente a posição incómoda de embaraçar uma pequena minoria de legisladores, destacando-os para exclusão do gabinete paralelo. Por outro lado, os novos governos no sistema Westminster alteram frequentemente o número e/ou a composição dos ministérios ao assumirem o cargo. Portanto, uma solução para esta questão acima mencionada, quando ocorre, é criar "ministérios" sombra nominais que correspondam a cargos ministeriais atualmente inexistentes que o partido realmente pretende criar quando estiver no governo. Um partido da oposição também pode empregar este processo ao contrário, "fundindo" os seus ministérios paralelos para corresponder aos cargos reais do gabinete que o partido da oposição deseja fundir ou de outra forma eliminar. 

### Use fora dos países de língua inglesa
Embora a prática de gabinetes paralelos ou bancadas parlamentares não seja difundida na Alemanha, os líderes partidários frequentemente formaram conselhos de especialistas e conselheiros ("equipes de especialistas").  Na França, embora a formação de um Gabinete Sombra não seja obrigatória e nem comum, vários Gabinetes Sombra foram formados. Na Hungria, um gabinete paralelo sob a liderança de Klára Dobrev foi criado pelo partido da oposição mais forte, a Coligação Democrática, pela primeira vez, em 2022. 

## Em outros sistemas políticos
A prática de governos paralelos encontra correspondentes também em outros sistemas políticos que não o Westminster.

### No Brasil
Com a eleição de Fernando Collor de Mello em 1989, instalou-se em certos círculos políticos suficiente grau de insatisfação para o anúncio em 1990 de uma iniciativa que veio a ser chamada informalmente de "governo paralelo", com a participação do agrônomo José Gomes da Silva e de membros do Partido dos Trabalhadores. Tal iniciativa eventualmente levou à fundação do Instituto Cidadania, que a partir de 1992 passou a ter entre seus conselheiros Luiz Inácio Lula da Silva, o "Lula", que mais tarde viria a ser eleito presidente do Brasil.

### Em Portugal
A primeira experiência a nível nacional de um governo paralelo em Portugal foi entre 2000 e 2002, pela mão de José Manuel Durão Barroso enquanto líder do PSD, em oposição ao XIV Governo Constitucional de Portugal de António Guterres, cuja constituição era a seguinte:
Legenda de cores
| Cargo                                                 | Detentor                  | Detentor | Período                   |
| ----------------------------------------------------- | ------------------------- | -------- | ------------------------- |
| Líder da Oposição                                     | José Manuel Durão Barroso |          | 2000 a 6 de abril de 2002 |
| Porta-voz para o Ambiente e Ordenamento do Território | José Eduardo Martins      |          | 2000 a 6 de abril de 2002 |
| Porta-voz da Educação                                 | David Justino             |          | 2000 a 6 de abril de 2002 |
| Porta-voz dos Assuntos Fiscais                        | Vasco Valdez              |          | 2000 a 6 de abril de 2002 |
| Porta-voz da Administração Interna                    | Isaltino Morais           |          | 2000 a 6 de abril de 2002 |
| Porta-voz do Orçamento                                | Norberto Rosa             |          | 2000 a 6 de abril de 2002 |
| Porta-voz da Habitação                                | Jorge Costa               |          | 2000 a 6 de abril de 2002 |
| Porta-voz da Justiça                                  | Luís Pais de Sousa        |          | 2000 a 6 de abril de 2002 |
| Porta-voz do Desenvolvimento e Coesão Nacional        | Rui Rio                   |          | 2000 a dezembro de 2001   |
| Porta-voz da Defesa Nacional                          | Carlos Encarnação         |          | 2000 a dezembro de 2001   |
| Porta-voz para as Obras Públicas                      | Luís Miguel Silva         |          | 2000 a 6 de abril de 2002 |
| Porta-voz dos Transportes                             | Duarte Amândio            |          | 2000 a 6 de abril de 2002 |
| Porta-voz para a Cooperação e Lusofonia               | Henrique Rocha de Freitas |          | 2000 a 6 de abril de 2002 |
| Porta-voz para a Cultura                              | Vasco Graça Moura         |          | 2000                      |

Mais recentemente, após as eleições autárquicas portuguesas de 2017, o PSD-Lisboa anunciou que iria criar um gabinete-sombra a Fernando Medina, presidente da Câmara Municipal de Lisboa.
Em 2018, Rui Rio, líder do PSD, criou um Conselho Estratégico Nacional dividido em 16 secções temáticas, cada uma dirigida por um coordenador e com um porta-voz, com a finalidade de escrutinar a ação política do governo e elaborar uma proposta eleitoral de Governo. O primeiro Conselho Estratégico Nacional foi anunciado em 12 de abril de 2018, em oposição ao XXII Governo Constitucional, e a sua composição era a seguinte:
Legenda de cores
| Pasta                                   | Cargo                                   | Detentor                   | Detentor                       | Período                                   |
| --------------------------------------- | --------------------------------------- | -------------------------- | ------------------------------ | ----------------------------------------- |
| Líder da Oposição                       | Líder da Oposição                       | Rui Rio                    |                                | 12 de abril de 2018 – presente            |
| Presidente da Comissão Executiva do CEN | Presidente da Comissão Executiva do CEN | Joaquim Sarmento           |                                | 12 de abril de 2018 – presente            |
| Negócios Estrangeiros                   | Coordenadora                            | Isabel Meirelles           |                                | 12 de abril de 2018 – presente            |
| Negócios Estrangeiros                   | Vice-coordenador                        | Mara Ribeiro Duarte        |                                | 12 de abril de 2018 – presente            |
| Finanças Públicas                       | Coordenador                             | Joaquim Sarmento           |                                | 12 de abril de 2018 – presente            |
| Finanças Públicas                       | Vice-coordenador                        |                            |                                | 12 de abril de 2018 – presente            |
| Reformas do Estado                      | Coordenador                             | Álvaro Amaro               |                                | 12 de abril de 2018 – presente            |
| Reformas do Estado                      | Vice-coordenador                        | João Paulo Barbosa de Melo |                                | 12 de abril de 2018 – presente            |
| Defesa Nacional                         | Coordenador                             | Ângelo Correia             |                                | 12 de abril de 2018 – presente            |
| Defesa Nacional                         | Vice-coordenador                        | Jorge Neto                 |                                | 12 de abril de 2018 – presente            |
| Justiça                                 | Coordenador                             | Licínio Lopes Martins      |                                | 12 de abril de 2018 – presente            |
| Justiça                                 | Vice-coordenador                        | Mónica Quintela            |                                | 12 de abril de 2018 – presente            |
| Segurança e Proteção Civil              | Coordenador                             | José Matos Correia         |                                | 12 de abril de 2018 a 22 de junho de 2018 |
| Segurança e Proteção Civil              | Coordenador                             | Luís Pais de Sousa         | 22 de junho de 2018 – presente |                                           |
| Segurança e Proteção Civil              | Vice-coordenador                        | José Manuel Moura          |                                | 12 de abril de 2018 – presente            |
| Agricultura                             | Coordenador                             | Arlindo Cunha              |                                | 12 de abril de 2018 – presente            |
| Agricultura                             | Vice-coordenador                        | João Paulo Gouveia         |                                | 12 de abril de 2018 – presente            |
| Infraestruturas e Obras Públicas        | Coordenador                             | Falcão e Cunha             |                                | 12 de abril de 2018 – presente            |
| Infraestruturas e Obras Públicas        | Vice-coordenador                        | Vladimiro Feliz            |                                | 12 de abril de 2018 – presente            |
| Ambiente e Energia                      | Coordenadora                            | Ana Isabel Miranda         |                                | 12 de abril de 2018 – presente            |
| Ambiente e Energia                      | Vice-coordenador                        | Salvador Malheiro          |                                | 12 de abril de 2018 – presente            |
| Economia e Empresas                     | Coordenador                             | Rui Vinhas da Silva        |                                | 12 de abril de 2018 – presente            |
| Economia e Empresas                     | Vice-coordenador                        | Luís Todo Bom              |                                | 12 de abril de 2018 – presente            |
| Saúde                                   | Coordenador                             | Luís Filipe Pereira        |                                | 12 de abril de 2018 – presente            |
| Saúde                                   | Vice-coordenador                        | Ricardo Baptista Leite     |                                | 12 de abril de 2018 – presente            |
| Educação e Desporto                     | Coordenador                             | David Justino              |                                | 12 de abril de 2018 – presente            |
| Educação e Desporto                     | Vice-coordenador                        | Cláudia André              |                                | 12 de abril de 2018 – presente            |
| Ensino Superior, Cultura e Ciência      | Coordenadora                            | Maria da Graça Carvalho    |                                | 12 de abril de 2018 – presente            |
| Ensino Superior, Cultura e Ciência      | Vice-coordenador                        | Filipa Roseta              |                                | 12 de abril de 2018 – presente            |
| Assuntos do Mar                         | Coordenadora                            | Regina Salvador            |                                | 12 de abril de 2018 – presente            |
| Assuntos do Mar                         | Vice-coordenador                        | Cristóvão Norte            |                                | 12 de abril de 2018 – presente            |